# Fernand Le Borne

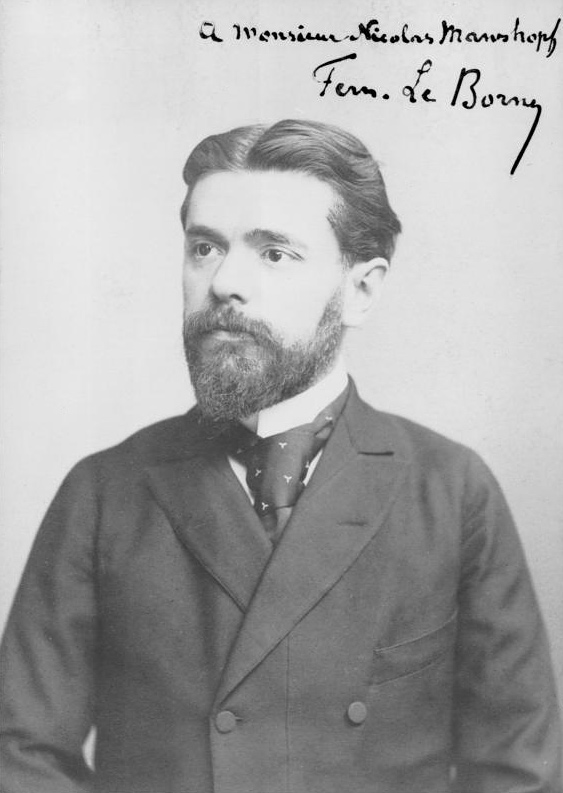
Fernand Le Borne, 1892

Fernand Le Borne (* 10. März 1862 in Charleroi, Belgien; † 15. Februar 1929 in Paris) war ein französischer Komponist und Musikkritiker belgischer Herkunft.

## Leben und Werk
Le Borne, Sohn des Komponisten Aimé Ambroise Leborne (1797–1866), studierte am Conservatoire de Paris bei Jules Massenet, Camille Saint-Saëns und César Franck. Danach ließ er sich dauerhaft in Frankreich nieder. Dort arbeitete er als Musikkritiker für die Zeitungen „Le Petit Parisien“ und „Monde artiste“, sowie als Pariser Korrespondent des Brüsseler „Le Soir“ und als freier Komponist. 1910 erhielt er den Prix Chartier.
Zu seinen zahlreichen Werken zählen sinfonische und konzertante Kompositionen, Kammermusik, Messen und Motetten sowie mehrere Bühnenwerke, darunter die Oper Les Girondins, uraufgeführt 1905 in Lyon. Die Musik von Fernand Le Borne wird heute kaum mehr gepflegt. Eine in Konzertprogrammen häufiger fälschlich unter seinem Namen auftauchende Fantaisie brillante über Themen aus Bizets Carmen für Flöte und Klavier stammt tatsächlich von François Borne.

## Werke (Auswahl)
Opern
- Daphnis et Chloé (1885)
- Hedda (1898)
- Mudarra (1899)
- L'Absent (1904)
- Les Girondins (1905)
- La Catalane (1907)
- Cléopâtre (1914)
- La Brune et la Blonde (1924)

Kirchenmusik
- Messe de Requiem (1928)

Ballettmusiken
- L'Idole aux yeux verts (1902)
- Fête bretonne (1903)

Filmmusik
- L'empreinte (1908)